# Final Four Euroliga 2024
La Final Four fue la etapa culminante de la Euroliga 2023-24, y se celebró entre los días 24 y 26 de mayo de 2024. Las semifinales se disputaron el 24 de mayo y el partido por el campeonato y el de consolación se disputó el 23 de mayo. Todos los partidos tuvieron lugar en el Uber Arena, en la ciudad alemana de Berlín.

## Sede
El 19 de diciembre de 2022, la Euroliga de Baloncesto anunció que la Final Four se celebraría en el Uber Arena de la ciudad alemana de Berlín. Berlín se convierte así en la primera ciudad en albergar tres Final Fours en la historia de la liga, habiendo ya albergado el torneo en 2009 y 2016.
| Berlin            | Berlin |
| Uber Arena        | Berlin |
| Capacidad: 14,500 | Berlin |
|                   | Berlin |

## Equipos clasificados
| Equipo        | Fecha de clasificación | Participaciones (negrita indica campeón)                                                                                          |
| ------------- | ---------------------- | --- |
| Real Madrid   | 1 de mayo de 2024      | 21 (1962, 1963, 1964, 1965, 1967, 1968, 1969, 1974, 1975, 1976, 1978, 1980, 1985, 1995, 2013, 2014, 2015, 2018, 2022, 2023, 2024) |
| Panathinaikos | 7 de mayo de 2024      | 8 (1996, 2000, 2001, 2002, 2007, 2009, 2011, 2024)                                                                                |
| Olympiacos    | 8 de mayo de 2024      | 10 (1994, 1995, 1997, 2010, 2012, 2013, 2015, 2017, 2023, 2024)                                                                   |
| Fenerbahçe    | 8 de mayo de 2024      | 5 (2015, 2016, 2017, 2018, 2024)                                                                                                  |

## Cuadro
|  | Semifinales   | Semifinales   | Semifinales   |               |             | Final        | Final        | Final        |  |
|  | 24 de mayo    | 24 de mayo    | 24 de mayo    |               |             | 26 de mayo   | 26 de mayo   | 26 de mayo   |  |
|  |               |               |               |               |             |              |              |              |  |
|  |               |               |               |               |             |              |              |              |  |
|  | Real Madrid   | Real Madrid   | 87            |               |             |              |              |              |  |
|  | Real Madrid   | Real Madrid   | 87            |               |             |              |              |              |  |
|  | Olympiacos    | Olympiacos    | 76            |               |             |              |              |              |  |
|  | Olympiacos    | Olympiacos    | 76            |               | Real Madrid | Real Madrid  | 80           |              |  |
|  |               |               |               |               | Real Madrid | Real Madrid  | 80           |              |  |
|  |               |               | Panathinaikos | Panathinaikos | 95          |              |              |              |  |
|  | Panathinaikos | Panathinaikos | Panathinaikos | Panathinaikos | 95          | 73           |              |              |  |
|  | Panathinaikos | Panathinaikos |               |               |             | 73           |              |              |  |
|  | Fenerbahçe    | Fenerbahçe    | 57            |               |             | Tercer lugar | Tercer lugar | Tercer lugar |  |
|  | Fenerbahçe    | Fenerbahçe    | 57            |               |             | Tercer lugar | Tercer lugar | Tercer lugar |  |
|  |               |               |               |               |             |              |              |              |  |
|  |               |               |               |               |             | Olympiacos   | Olympiacos   | 87           |  |
|  |               |               |               |               |             | Olympiacos   | Olympiacos   | 87           |  |
|  |               |               |               |               |             | Fenerbahçe   | Fenerbahçe   | 84           |  |
|  |               |               |               |               |             | Fenerbahçe   | Fenerbahçe   | 84           |  |
|  |               |               |               |               |             |              |              |              |  |

## Resultados

#### Semifinales
| 24 de mayo   | Real Madrid                                                   | 87–76                                 | Olympiacos                                                      | Berlín                                                                  |  |
| 21:00 (CEST) | Parciales: 28–10, 28–27, 15–21, 16–18                         | Parciales: 28–10, 28–27, 15–21, 16–18 | Parciales: 28–10, 28–27, 15–21, 16–18                           |                                                                         |  |
|              | Estadísticas D. Musa 20 M. Hezonja 6 F. Campazzo 9 D. Musa 23 | Reporte Pts Reb Asts Val              | Estadísticas 23 A. Peters 10 A. Peters 5 T. Walkup 26 A. Peters | Pabellón: Uber Arena Árbitros: Sreten Radović Damir Javor Emin Moğulkoç |  |

| 24 de mayo   | Panathinaikos                                                           | 73–57                                | Fenerbahçe                                                                   | Berlín                                                                      |  |
| 18:00 (CEST) | Parciales: 22–13, 16–23, 18–14, 17–7                                    | Parciales: 22–13, 16–23, 18–14, 17–7 | Parciales: 22–13, 16–23, 18–14, 17–7                                         |                                                                             |  |
|              | Estadísticas M. Lessort 17 M. Lessort 10 Tres jugadores 3 M. Lessort 20 | Reporte Pts Reb Asts Val             | Estadísticas 14 N. Hayes-Davis 9 N. Calathes 4 N. Calathes 18 N. Hayes-Davis | Pabellón: Uber Arena Árbitros: Ilija Belošević Carlos Peruga Mehdi Difallah |  |

#### Tercer lugar
| 26 de mayo   | Olympiacos                                                               | 87–84                                 | Fenerbahçe                                                         | Berlín               |  |
| 16:00 (CEST) | Parciales: 24–16, 24–21, 18–25, 21–22                                    | Parciales: 24–16, 24–21, 18–25, 21–22 | Parciales: 24–16, 24–21, 18–25, 21–22                              |                      |  |
|              | Estadísticas A. Peters 20 N. Milutinov 8 N. Williams-Goss 6 A. Peters 21 | Reporte Pts Reb Asts Val              | Estadísticas 19 D. Pierre 5 D. Pierre 5 S. Wilbekin 24 S. Wilbekin | Pabellón: Uber Arena |  |

#### Final
| 26 de mayo   | Real Madrid                                                            | 80–95                                | Panathinaikos                                                              | Berlín                                                                       |  |
| 19:00 (CEST) | Parciales: 36–25, 18–24, 7–15, 19–31                                   | Parciales: 36–25, 18–24, 7–15, 19–31 | Parciales: 36–25, 18–24, 7–15, 19–31                                       |                                                                              |  |
|              | Estadísticas D. Musa 15 M. Hezonja 8 F. Campazzo, D. Musa 4 D. Musa 19 | Reporte Pts Reb Asts Val             | Estadísticas 24 K. Sloukas 6 J. Grant, M. Lessort 5 J. Grant 31 K. Sloukas | Pabellón: Uber Arena Árbitros: Fernando Rocha Ilija Belošević Mehdi Difallah |  |

|                                  |
| Bandera de Grecia                |
| Campeón Panathinaikos 7.º título |